# مورشچیخینسکایا
مورشچیخینسکایا (به لاتین: Morshchikhinskaya) یک منطقهٔ مسکونی در روسیه است که در استان آرخانگلسک واقع شده‌است.